# كلاتة ياوري (ألاداغ)
کلاتة یاوري (بالفارسية: کلاته یاوری) هي قرية تقع في إيران في قسم ألاداغ الريفي. يقدر عدد سكانها بـ 971 نسمة بحسب إحصاء 2016.